# Сицилианска вечерня
 Тази статия е за въстанието.  За едноименната опера на Джузепе Верди вижте Сицилианска вечерня (опера).  
Сицилианската вечерня е антианжуйско въстание в Сицилия, насочено срещу властта на крал Шарл I Анжуйски, което избухва на 31 март 1282 г. Според различните теории то е предизвикано от арагонците, от византийците или е спонтанен и стихиен народен бунт. Резултатът е прогонването на французите от острова и замяната им с арагонската власт.

## Съвременни художествени интерпретации
Сицилианската вечерня била за времето си изключително политическо събитие, което било в основата на зародилата се сицилианска Мафия (на италиански: Mafia), която според някои източници вероятно идва от съкращението M.A.F.I.A. — „Morte Alla Francia Italia Anela“ — „Италия копнее за смъртта на Франция!“

## Причини
Съзаклятническото въстание избухва в Палермо и е насочено срещу френското (на франките) господство над Сицилия след покоряването на Сицилианско кралство от Шарл I Анжуйски. Въстанието става известно като Сицилианска вечерня.
Сред причините за въстанието се сочат окончателното закрепостяване на селяните, насилията на френските рицари, злоупотребите на длъжностните лица, преместването на столицата на кралството от Палермо в Неапол и т.н., но скритата и истинска причина за вълненията е заговор срещу властта на Анжуйците.
Повод за бунта стават оскърбленията, отправени към сицилианските жени от френски войници. През април вълненията обхващат целия остров и повечето французи които пребивават в Сицилия (около 4000) са убити. Арагонският крал Педро III е повикан на помощ и пристига с арагонския флот в Сицилия през септември 1282 г. Сицилианска вечерня е подмолно подпомагана и инспирирана от византийския император Михаил VIII Палеолог, обслужвайки неговите интереси по утвърждаването на възстановена след 1261 г. Византия.

## Дипломатически успех за Палеолозите
Сицилианската вечерня е една от най-успешните дипломатически офанзиви на Византия, тъй като „вади от играта“ най-големия византийски противник и инициатор на антивизантийски коалиции.
През 1281 година за папа е избран Мартин IV, който преди това е послушен на Анжуйците френски кардинал. Следвайки внушенията на Шарл I Анжуйски, новият папа обявява византийския император за детрониран заради неуспеха си да приложи Лионската уния на практика. Папата призовава всички християнски владетели да преустановят отношенията си с нововъзстановена Византия. От своя страна Шарл I Анжуйски е постигнал споразумение с титулярния латински император на Константинопол Филип за съвместни действия срещу Византия. Сицилианската вечерня осуетява антивизантийските планове и намерения на Шарл I Анжуйски.